# Juchetoren
De Juchetoren (officieel: Toren van de Juche-ideologie) (Koreaans: 주체사상탑, Juche Sasangtap) is een monument in de Noord-Koreaanse hoofdstad Pyongyang. Het werd voltooid in 1982 en staat op de oostelijke oever van de rivier de Taedong. Een zichtas geeft een visuele verbinding met het Kim Il-sungplein dat op de westoever ligt. De ruimte wordt aan weerszijden afgestopt door gebouwen die bijna even breed zijn als de zichtas.
De toren werd gebouwd ter ere van de zeventigste verjaardag van Kim Il-sung en kwam op 15 april 1982 gereed. Het heeft zijn naam te danken aan de Noord-Koreaanse staatsideologie Juche. Kim Jong-il, de zoon en opvolger van Kim Il-sung, zou het gebouw hebben ontworpen. Voormalige functionarissen van het Noord-Koreaanse regime spreken dit in interviews tegen.
De 170 meter hoge toren bestaat uit 25.550 granieten blokken, een blok voor elke dag uit het leven van Kim Il-sung tot aan zijn zeventigste verjaardag, schrikkeldagen niet meegeteld. De top bestaat uit een 20 meter lange metalen fakkel, die van binnenuit met bewegende lampen wordt verlicht om de illusie van een brandend vuur te wekken.
De voorzijde van de toren is naar de rivier gekeerd en ervoor staat een 30 meter hoge beeldengroep, bestaande uit drie personen, die het embleem van de Koreaanse Arbeiderspartij ondersteunen. Op wat grotere afstand van de toren, maar op hetzelfde plateau, staan zowel links als rechts drie beeldengroepen. De personen in die groepen belichamen de industrie, landbouw, kunst en soortgelijke onderwerpen. Het uitkijkplatform is bereikbaar met een lift.

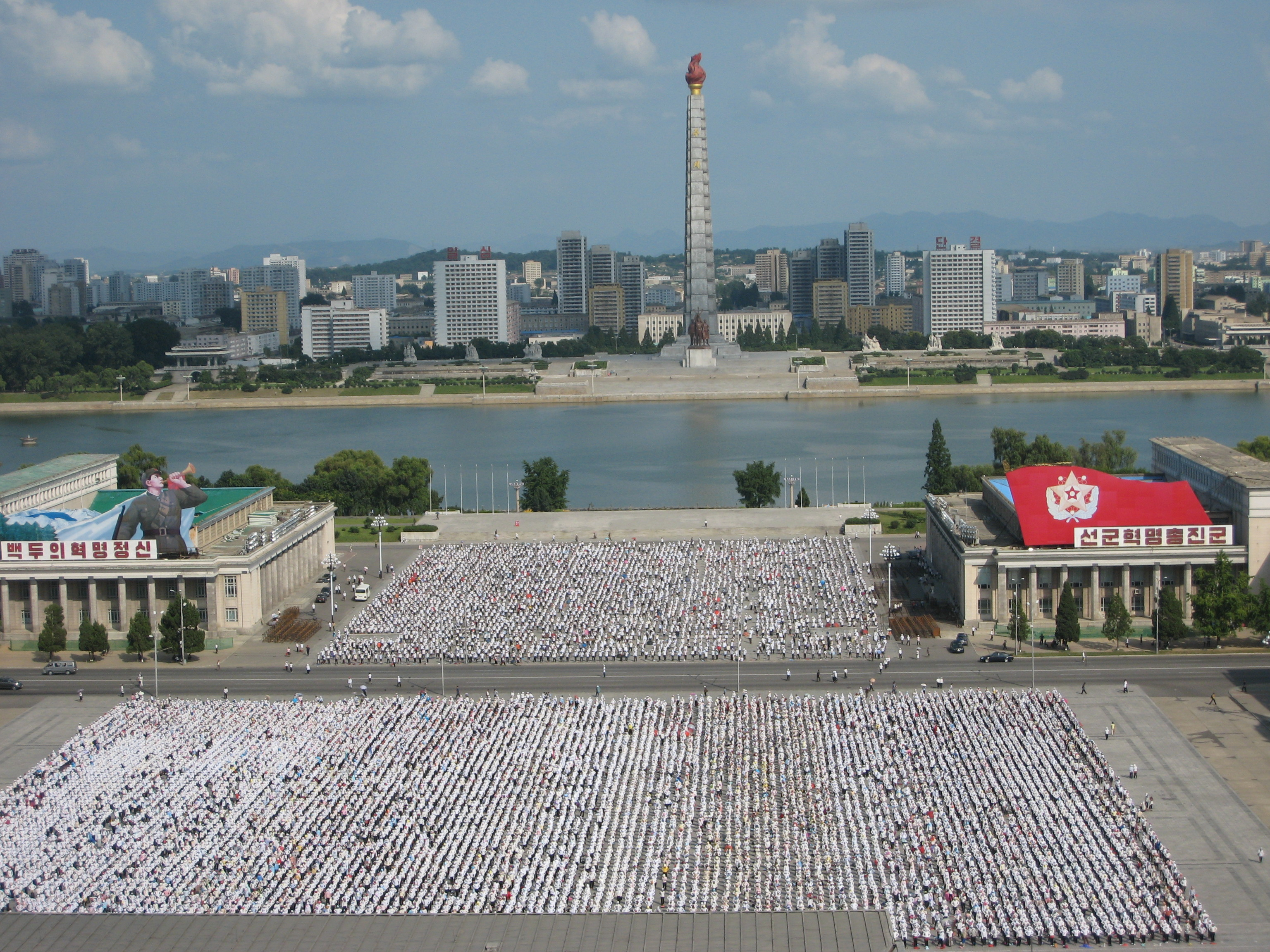
Aan de overzijde de toren; op de voorgrond Kim Il-sungplein en Herdenkingspark, beide met een geordende mensenmassa

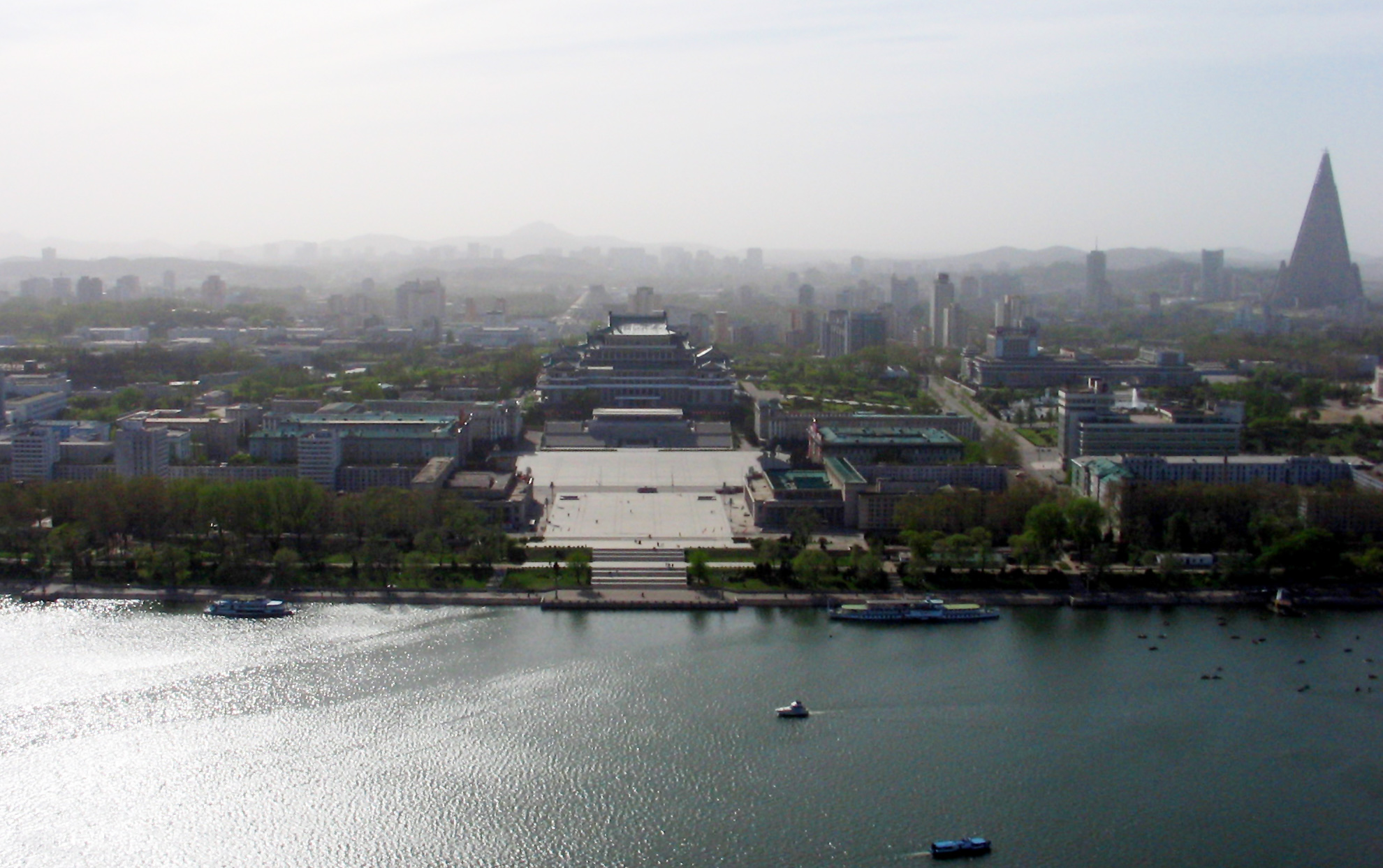
Het Kim Il sungplein vanaf de Juche-toren, 2005